# Джонні Готтселіг
Джонні Готтселіг (англ. Johnny Gottselig; 24 червня 1906, Клостердорф, Російська імперія — 15 травня 1986, Чикаго, США) — канадський хокеїст і тренер.

## Життєпис
Іван Готтселіг народився 24 червня 1906 року в німецькій колонії Клостердорф поблизу Одеси (нині село Костирка Херсонської області). Незабаром його родина переїхала до Канади. Оселилися в провінції Манітоба, одному з осередків першої хвилі української еміграції в Канаді.
Хокейну кар'єру розпочинав у командах «Петс», «Вікторіанс» «Кепіталс» із міста Реджайна (провінція Саскачеван). В сезоні 1927/28 виступав за клуб Американської хокейної асоціації «Вінніпег Марунс». А по його закінченні перейшов до «Чикаго Блек Гокс» з Національної хокейної ліги. З 1935 по 1940 рік був капітаном команди. Двічі перемагав у кубку Стенлі (1934, 1938).
Сезон 1938/39 вважається найкращим в його спортивній біографії. За результативністю Джонні Готтселіг посів восьме місце в лізі. Був обраний до другого складу символічної збірної НХЛ і вдруге брав участь у матчі всіх зірок ліги (перший раз у 1937 році).
В 1940 перейшов граючим тренером до команди Американської хокейної асоціації «Канзас-Сіті Американс», але через два роки повернувся в НХЛ. За «Чикаго Блек Гокс» виступав до 1945 року. В регулярному чемпіонаті провів 590 матчів (176 закинутих шайб), в плей-оф — 43 матчі (13 закинутих шайб).
По завершенні ігрової кар'єри три сезони очолював «Чикаго Блекгокс», потім продовжував працювати на різних посадах у клубові. Також тренував жіночі бейсбольні команди.
Вважається першим гравцем Національної хокейної ліги, який народився в Україні. Щоправда, в сезоні 1927/28 за «Чикаго Блек Гокс» дебютував уродженець села Зельц Одеської області Вік Гоффінгер, але він провів відносно невелику кількість матчів — усього 26.

## Досягнення
- Володар кубка Стенлі (2): 1934, 1938

## Статистика
| 1926-27      | «Реджайна Кепіталс»     | ХЛП          | 32  | 23  | 7   | 30  | 21  |    |    |    |    |    |
| 1927-28      | «Вінніпег Марунс»       | АХА          | 39  | 14  | 5   | 19  | 24  |    |    |    |    |    |
| 1928-29      | «Чикаго Блек Гокс»      | НХЛ          | 44  | 5   | 3   | 8   | 26  | -- | -- | -- | -- | -- |
| 1929-30      | «Чикаго Блек Гокс»      | НХЛ          | 39  | 21  | 4   | 25  | 28  | 2  | 0  | 0  | 0  | 4  |
| 1930-31      | «Чикаго Блек Гокс»      | НХЛ          | 42  | 20  | 12  | 32  | 14  | 9  | 3  | 3  | 6  | 2  |
| 1931-32      | «Чикаго Блек Гокс»      | НХЛ          | 44  | 13  | 15  | 28  | 28  | 2  | 0  | 0  | 0  | 2  |
| 1932-33      | «Чикаго Блек Гокс»      | НХЛ          | 41  | 11  | 11  | 22  | 6   | -- | -- | -- | -- | -- |
| 1933-34      | «Чикаго Блек Гокс»      | НХЛ          | 48  | 16  | 14  | 30  | 4   | 8  | 4  | 3  | 7  | 4  |
| 1934-35      | «Чикаго Блек Гокс»      | НХЛ          | 48  | 19  | 18  | 37  | 16  | 2  | 0  | 0  | 0  | 0  |
| 1935-36      | «Чикаго Блек Гокс»      | НХЛ          | 41  | 14  | 15  | 29  | 4   | 2  | 0  | 2  | 2  | 0  |
| 1936-37      | «Чикаго Блек Гокс»      | НХЛ          | 47  | 9   | 21  | 30  | 10  | -- | -- | -- | -- | -- |
| 1937-38      | «Чикаго Блек Гокс»      | НХЛ          | 48  | 13  | 19  | 32  | 22  | 10 | 5  | 3  | 8  | 4  |
| 1938-39      | «Чикаго Блек Гокс»      | НХЛ          | 48  | 16  | 23  | 39  | 15  | -- | -- | -- | -- | -- |
| 1939-40      | «Чикаго Блек Гокс»      | НХЛ          | 39  | 8   | 15  | 23  | 7   | 2  | 0  | 1  | 1  | 0  |
| 1940-41      | «Канзас-Сіті Американс» | АХА          | 13  | 9   | 6   | 15  | 2   |    |    |    |    |    |
|              | «Чикаго Блек Гокс»      | НХЛ          | 5   | 1   | 4   | 5   | 5   | -- | -- | -- | -- | -- |
| 1941-42      | «Канзас-Сіті Американс» | АХА          | 40  | 25  | 35  | 60  | 22  |    |    |    |    |    |
| 1942-43      | «Чикаго Блек Гокс»      | НХЛ          | 10  | 2   | 6   | 8   | 12  | -- | -- | -- | -- | -- |
| 1943-44      | «Чикаго Блек Гокс»      | НХЛ          | 45  | 8   | 15  | 23  | 6   | 6  | 1  | 1  | 2  | 2  |
| 1944-45      | «Чикаго Блек Гокс»      | НХЛ          | 1   | 0   | 0   | 0   | 0   | -- | -- | -- | -- | -- |
| Всього в НХЛ | Всього в НХЛ            | Всього в НХЛ | 590 | 176 | 195 | 371 | 203 | 43 | 13 | 13 | 26 | 18 |